# Brandon Holt
Brandon Holt (Rolling Hills, 6 aprile 1998) è un tennista statunitense.
Ha vinto in singolare alcuni tornei dell'ATP Challenger Tour e il suo miglior ranking ATP è stata la 99ª posizione raggiunta nel giugno 2025. Ha esordito nelle prove del Grande Slam spingendosi fino al secondo turno agli US Open 2022 grazie al successo sul nº 12 del mondo Taylor Fritz. In doppio non è andato oltre la 473ª posizione del febbraio 2020.

## Biografia
È figlio di Tracy Austin, ex numero 1 del mondo WTA e campionessa in singolare agli US Open 1979 e 1981).

## Carriera

### Juniores
Gioca nell'ITF Junior Circuit solo nel 2015 e 2016, e vince in singolare solo un Grade B1 statunitense, sconfiggendo in finale Jeffrey John Wolf. Nello stesso torneo vince il titolo anche in doppio. In singolare non ha mai superato il secondo turno nei tornei di Grade A. In doppio ha disputato con il connazionale Riley Smith la finale agli US Open 2015 juniores perdendo contro Félix Auger-Aliassime / Denis Shapovalov in due set. Ha inoltre vinto un altro titolo in doppio in un torneo Grade 1 italiano nel 2016. Il suo migliore ranking di categoria è stato il 47º posto nell'agosto 2016.

### 2015-2021: inizi da professionista
Disputa il primo match da professionista nel 2015, all'età di 17 anni, alle qualificazioni del torneo Future USA F27 e dopo aver vinto tre match, non entra in campo per il turno decisivo, non entrando così nel main draw. Vince il suo primo incontro nel tabellone principale di un torneo professionistico nell'ITF di Long Beach, nel gennaio del 2017.
Vince il primo titolo ITF a Claremont (California) nel settembre 2018 e il secondo nel gennaio 2019 sul cemento di Los Angeles, dove ha avuto la meglio su Emilio Gómez. Torna a giocare un torneo professionistico dopo 5 mesi, in alcuni dei quali era impegnato a rappresentare la squadra di tennis della University of Southern California nel campionato NCAA. A giugno 2019 raggiunge la terza finale ITF in carriera, a Wichita, senza cedere un set, ma perde per mano di Sam Riffice. Dopo un 2020 di pochi tornei disputati, segnato dalla pandemia di COVID-19, nel 2021 gioca solamente sei tornei ITF, raggiungendo il secondo turno in tre occasioni.

### 2020-2022: debutto agli US Open, prima vittoria ATP
Dopo otto mesi lontano dai campi di tennis, a causa di un grave infortunio alla mano, Holt ritorna nel gennaio 2022 e vince il torneo ITF di Cancún. Le due settimane seguenti si aggiudica altri due titoli ITF a Cancún, registrando un striscia di 18 vittorie consecutive, dopo aver vinto anche tre match nel torneo seguente.
A marzo 2022 gli viene assegnata una wildcard per le qualificazioni al torneo di Indian Wells e perde al primo turn contro John Millman. Vince il sesto titolo ITF a Nottingham nell'aprile 2022 e il settimo il mese successivo a Cancún. In entrambi i tornei non cede alcun set all'avversario.
Ad agosto, grazie ad una wildcard prende parte per la prima volta a un torneo dello Slam, partendo dalle qualificazioni dello US Open, dove supera in tre set Alexandre Müller, Emilio Gómez e Dimitar Kuzmanov entrando così nel tabellone principale. Al primo turno sconfigge in 4 set la decima testa di serie Taylor Fritz, nella sua prima vittoria nell'ATP Tour. Al turno successivo perde in cinque set contro Pedro Cachín.

## Statistiche

### Tornei Challenger

#### Singolare

##### Vittorie (2)
| N. | Data            | Torneo                                | Superficie | Avversario in finale | Punteggio |
| 1. | 19 gennaio 2025 | Nonthaburi Challenger III, Nonthaburi | Cemento    | Vít Kopřiva          | 6-3, 6-2  |
| 2. | 2 marzo 2025    | Bengaluru Open, Bangalore             | Cemento    | Shintarō Mochizuki   | 6-3, 6-3  |

##### Finali perse (3)
| N. | Data             | Torneo                                 | Superficie | Avversario in finale | Punteggio     |
| 1. | 21 gennaio 2024  | Southern California Open, Indian Wells | Cemento    | Mitchell Krueger     | 6-4, 3-6, 4-6 |
| 2. | 9 giugno 2024    | Tyler Tennis Championships, Tyler      | Cemento    | James Trotter        | 2-6, 6(3)-7   |
| 3. | 23 febbraio 2025 | Pune Challenger, Pune                  | Cemento    | Dalibor Svrčina      | 6(3)-7, 1-6   |

## Grande Slam Juniores

### Doppio

#### Finali perse (1)
| Tornei del Grande Slam  |
| ----------------------- |
| Australian Open (0)     |
| Open di Francia (0)     |
| Torneo di Wimbledon (0) |
| US Open (1)             |

| N. | Data              | Torneo            | Superficie | Compagno    | Avversario in finale                   | Punteggio   |
| 1. | 13 settembre 2015 | US Open, New York | Cemento    | Riley Smith | Félix Auger-Aliassime Denis Shapovalov | 5-7, 6(3)-7 |